# 小早川凛子
小早川凛子（日语：／）是科樂美出品的戀愛模擬遊戲《LovePlus》及其系列續作、衍生作品中的女主角之一，由丹下櫻配音。

## 人物設定
遊戲中的小早川凛子是一個直率無禮、難以捉摸的女孩。身爲高中一年級學生的凛子比主人公低一個年級。她熱愛閱讀和音樂，是學校圖書委員會的一員。總是戴着移動式音樂播放器，獨自一人。似乎不擅長運動，並在意自己個子矮。最初自稱代詞爲（Atashi），後改用（Rinko，即凛子）:18

### 形象設計
不對稱的髮型的設計靈感來源爲《終結者2：審判日》中的角色約翰·康納（愛德華·弗朗飾）。:51

### 聲優
首次爲凛子配音前，丹下櫻曾長期休止聲優工作，作爲恢復聲優工作後參與的第一部作品，丹下櫻以「原本以爲是攀登高尾山，沒想到（LovePlus）是珠穆朗瑪峯」來形容該作的錄音工作量之大。

## 登場情況
首次登場於2009年科樂美數位娛樂發行的DS遊戲《LovePlus》。

## 外部鏈接
- New LovePlus+宣傳視頻（凛子版） （页面存档备份，存于）